# Pagani (Nardò)
Pagani is een plaats (frazione) in de Italiaanse gemeente Nardò.